# Erste Klasse 1919/1920
Devátý ročník Erste Klasse (1. rakouské fotbalové ligy) se konal od 24. srpna 1919 do 29. června 1920.
Soutěže se zúčastnilo dvanáct klubů. Hrálo se v jedné skupině každý s každým. Ligu vyhrál již pošesté ve své klubové historii SK Rapid Vídeň.